# Serixia nilghirica
Serixia nilghirica är en skalbaggsart som beskrevs av Stefan von Breuning 1963. Serixia nilghirica ingår i släktet Serixia och familjen långhorningar. Inga underarter finns listade i Catalogue of Life.